# Kiziguro (Sektor)
Kiziguro (Kinyarwanda Umurenge wa Kiziguro) ist einer von 14 Sektoren im Distrikt Gatsibo in der Ostprovinz von Ruanda.

## Geographie
Kiziguro hat eine Fläche von 61,42 km² und liegt auf einer Höhe von etwa 1470 m. Der Sektor unterteilt sich in die vier Zellen Agakomeye, Mbogo, Ndatemwa und Rubona. Nachbarsektoren sind im Norden Rugarama, im Nordosten Murundi, im Osten Rukara, im Süden Kiramuruzi, im Südwesten Murambi und im Nordwesten Remera.

## Bevölkerung
Zur Volkszählung von 2022 betrug die Einwohnerzahl 39.757 Einwohner. Zehn Jahre zuvor waren es 29.996, was einem jährlichen Bevölkerungszuwachs von 2,9 Prozent zwischen 2012 und 2022 entspricht.

## Gesundheitswesen
Im Sektor befindet sich das Kizigura-Krankenhaus.

## Verkehr
Durch den Sektor verläuft die asphaltierte Nationalstraße 24. Auf der Westseite gehen von dieser zwei District Roads ab.